# Dora Nelson (film, 1935)
Pour les articles homonymes, voir Dora Nelson.
Pour plus de détails, voir Fiche technique et Distribution.
Dora Nelson est un film français réalisé par René Guissart et sorti  en 1935.

## Fiche technique
- Titre : Dora Nelson
- Réalisateur : René Guissart
- Scénario et dialogues : Louis Verneuil
- Photographie : Enzo Riccioni
- Musique : Armand Bernard
- Société de production : Florès-Films
- Société de distribution : Paramount Pictures
- Pays d'origine :  France
- Format : Noir et blanc — 35 mm — 1,37:1 — Son : Mono
- Genre : Comédie
- Durée : 95 minutes
- Date de sortie : 
  - France : 8 novembre 1935

## Distribution
- Elvire Popesco : 1) Dora Nelson, une grande actrice qui plaque tout pour suivre son amant / 2) Suzanne Verdier, une petite ouvrière qui la remplace à l'écran et dans le cœur de son mari
- André Lefaur : Philippe de Moreuil, le mari de Dora
- Frédéric Duvallès : Etienne Beaupertuis
- Micheline Cheirel : Yvonne de Moreuil, la fille de Philippe
- Maurice Escande : Santini, l'amant de Dora
- Paule Andral : Madame de Chantalard, la sœur de Philippe
- Annie Carriel : Madame d'Aubigny
- Jenny Burnay : Elsa
- Julien Carette : Fouchard
- Pierre Juvenet : M. d'Aubigny
- Andrée Champeaux : Célestine
- Doumel : chauffeur de taxi
- Robert Seller : Genneval
- Christian Gérard : Raoul d'Aubigny
- Anthony Gildès : le vieux concierge
- Nicolas Amato : le régisseur
- Jacqueline Brizard : Clara - une ouvrière
- Marcelle Duval : l'habilleuse Arsinoé
- Jacques Derives : Alphonse